# 장마면
장마면(丈麻面)은 대한민국 경상남도 창녕군의 면이다. 2011년 6월 1일을 기준으로 면적은 29.99km2이고, 인구는 1,010세대, 1,925명이다.

## 행정 구역
- 강리(講里): 행정복지센터 소재지.
- 대봉리(大鳳里)
- 동정리(東亭里)
- 산지리(山旨里)
- 신구리(新龜里)
- 유리(幽里)
- 장가리(丈加里)
- 초곡리(草谷里)

## 출신 인물
- 박원순 : 제35,36,37대 서울특별시장 (더불어민주당)